# モンベッロ・モンフェッラート
モンベッロ・モンフェッラート（伊: Mombello Monferrato）は、イタリア共和国ピエモンテ州アレッサンドリア県にある、人口約900人の基礎自治体（コムーネ）。

## 地理

### 位置・広がり
| 隣接するコムーネは以下の通り。 - カミーノ - カステッレット・メルリ - チェッリーナ・モンフェッラート - ガビアーノ - ポンツァーノ・モンフェッラート - セッラルンガ・ディ・クレーア - ソロンゲッロ |

### 地震分類
イタリアの地震リスク階級 (it) では、4 に分類される
。

## 行政

### 分離集落
モンベッロ・モンフェッラートには、以下の分離集落（フラツィオーネ）がある。
- Casalino, Gaminella, Ilengo, Morsingo, Pozzengo, Zenevreto